# 黒木茉莉花
黒木 茉莉花（くろき まりか、1991年10月31日 - ）は、日本の女性モデル、レースクイーン、グラビアアイドル。愛称は「まーりん」。

## 人物
- 資格として、ファイナンシャル・プランナー、普通自動車免許、書道6段を持っている。
- 趣味はゲーム。音楽ゲームのjubeat(ユビート)を得意とする。

## 出演

### レースクイーン
| 年度   | カテゴリー   | チーム名                                      | 他メンバー                       |
| ------ | ------------ | --------------------------------------------- | -------------------------------- |
| 2014年 | スーパー耐久 | SKR ENGINEERINGレースクイーン「SKRGAL」       | 後藤あきこ、松尾友莉             |
| 2015年 | スーパー耐久 | 小林自動車レーシングプロジェクト「KRP ANGEL」 | 古藤愛梨、愛川みくの、佐々木えり |

### DVD
1. エレガ （2015年1月25日, 竹書房）
2. あなたとなら…。（2015年4月27日, ＥＣショップ男気屋）
3. もっと私と…（2015年7月31日, スパイスビジュアル）
4. Sweet smell（2015年11月30日, グレイトワークス）
5. Sweet smell～裏バージョン～（2015年12月18日, グレイトワークス）
6. Wake up（2016年02月19日, Princess）
7. エデンの城（2016年04月22日, Princess）
8. FIVE STAR（2016年06月17日, Princess）
9. Vegas（2016年08月19日, Princess）
10. ドバイの休日（2016年10月21日, Princess）
11. Palazzo V（2016年12月23日, Princess）
12. 無修正 ～バリ島編～（2017年04月21日, Princess）
13. 無修正 ～ラスベガス編～（2017年06月16日, Princess）
14. 無修正 ～ドバイ編～（2017年09月15日, Princess）

### ラジオ
- 濱田のり子 ハートのおもてなし（2015年10月10日 ラジオ関西）ゲスト出演

### WEB
- Ymode
- レースクイーン(RQ)グラビア＆ハイビジョンムービーサーキットの星

### 雑誌
- ギャルズパラダイス
- 週刊大衆
- 週刊アサヒ芸能
- 週刊プレイボーイ